# Gunnisons präriehund
Gunnisons präriehund (Cynomys gunnisoni) är en däggdjursart som först beskrevs av Baird 1855.  Cynomys gunnisoni ingår i släktet präriehundar och familjen ekorrar. IUCN kategoriserar arten globalt som livskraftig.

## Underarter
Catalogue of Life skiljer mellan 2 underarter:
- Cynomys gunnisoni gunnisoni (Baird, 1855)
- Cynomys gunnisoni zuniensis Hollister, 1916

## Beskrivning
Individerna blir 31 till 37 cm långa, inklusive en 4 till 7 cm lång svans. Vikten varierar mellan 650 och 1200 g. Hanar är allmänt större än honor. Pälsen har en gulbrun färg som är mörkare på vissa ställen på grund av svarta hårspetsar. Svansen är vid roten likaså gulbrun och vid spetsen ljusgrå. Denna präriehund byter varje vår och varje höst mellan sommarpäls och vinterpäls. Liksom hos andra medlemmar av undersläktet Leucocrossuromys har honor av arten fem par spenar.

## Utbredning och habitat
Denna präriehund förekommer i västra USA i delstaterna Colorado, Utah, Arizona och New Mexico. Habitatet utgörs av öppna till lätt buskartade områden med enstaka tallar och enar, belägna i bergsdalar och högslätter på 1 800 till 3 700 meters höjd.

## Ekologi
Gunnisons präriehund lever i kolonier med relativt få medlemmar jämfört med andra präriehundar, oftast inte fler än cirka 50 till 100 individer. De tätaste relationerna består mellan honor och deras ungar. Arten är inte särskilt revirhävdande; äldre hanar kan ibland försvara ett mindre område nära sina bon, men äter oftast tillsammans med andra medlemmar i kolonin. Under sommaren kan de dock ibland hålla sig lite avsides. För kommunikationen finns olika läten. Gunnisons präriehund har en varningssignal som skiljer sig från andra präriehundars skrik. Liksom andra medlemmar av släktet är arten aktiv på dagen. Individerna äter gräs och andra gröna växtdelar som kompletteras med några insekter och daggmaskar.
På vintern stannar denna präriehund i boet under marken som i de norra delarna av utbredningsområdet kan vara täckt av flera centimeter snö. Arten kan vara inaktiv i flera månader under vintern, och det är möjligt att den håller vinterdvala i vissa regioner.
Arten har flera olika naturliga fiender som prärievarg, grävlingar och andra mårddjur, samt olika rovfåglar. Skallerormar vistas gärna i  präriehundarnas bosystem, och kanske faller några ungar offer för dem, men det finns inga tecken som visar att de utgör ett hot mot vuxna individer.
Larver av olika flugor lever som parasiter på Gunnisons präriehund. De överför bakterien Yersinia pestis som orsakar pest. Ibland dör många individer av en koloni i sjukdomen.